# Fox Family Movies
FOX Family Movies là một kênh phim truyện châu Á thuộc sở hữu và được sản xuất bởi Fox Networks Group. Kênh ban đầu có sẵn ở Singapore và  Indonesia và hiện đang được mở rộng khắp châu Á.

## Tổng quan
FOX Family Movies và FOX Family Movies HD phát sóng phim hợp đồng đầu tiên phim phân phối của 20th Century Fox, Disney, Metro-Goldwyn-Mayer, StudioCanal, và các phim từ các phim nhà phân phối bao gồm  Lions Gate Entertainment, Summit Entertainment và The Weinstein Company.
Kênh phát sóng phim hướng về gia đình.  Kênh cung cấp ít nhất 60 phim mỗi tháng và một phim mới trình chiếu vào mỗi Thứ Sáu cùng với mắt chuyên đề đêm và lập trình đặc biệt sự kiện để giữ cho khán giả dán mắt vào TV màn hình, nó là một đối thủ cạnh tranh với HBO Family châu Á. Không giống như Fox Movies (Châu Á) và Fox Action Movies, kênh có phát Song Ngữ cho một số phim.
Từ ngày 7 tháng 3 năm 2020, kênh bắt đầu phát sóng dưới dạng thuyết minh và lồng tiếng Việt tại Việt Nam. Đến tháng 9/2021, kênh chính thức bỏ thuyết minh và lồng tiếng đối với những phim mới trước khi kênh ngừng phát sóng.
Từ tháng 1/2019, FOX Family Movies chính thức ngừng phát sóng các bộ phim trực thuộc Disney, bộ phim Disney cuối cùng được chiếu trên FOX Family Movies là: The Good Dinosaur. Đến tháng 10/2020, kênh chính thức ngừng chiếu các phim 20th Century Fox (được đổi tên mới thành 20th Century Studios).
Từ ngày 1 tháng 10 năm 2021, Fox Family Movies (cùng với Fox Movies và Fox Action Movies) cùng với các kênh khác thuộc sở hữu của Disney (trừ National Geographic và National Geographic Wild) đã ngừng phát sóng vào lúc 1 giờ sáng (Philippines và Malaysia) và 0h sáng (Indonesia, Thái Lan và Việt Nam) sau 11 năm phát sóng ngay sau khi chiếu xong phim cuối cùng vào ngày 30/9/2021 là Annabelle Hooper And The Ghosts Of Nantucket.
Tính đến ngày cuối cùng phát sóng là ngày 1/10/2021, FOX Family Movies tại Việt Nam đã từng phát sóng tổng cộng 4 phim được chiếu với dạng lồng tiếng Việt bao gồm: Sing, Shark Tale, Trolls và Puss In Boot, trong đó 2 phim Sing, Trolls được lồng tiếng từ Đạt Phi Media.